# 承磊
承磊（1982年4月—），安徽长丰人，国家杰出青年科学基金获得者，农业农村部成都沼气科学研究所研究员。

## 生平
2004年本科毕业于安徽师范大学，2007年于中国农业科学院研究生院获硕士学位，同年留农业部沼气科学研究所工作。2011年在中国农业大学获博士学位。现任农业农村部沼气科学研究所研究员，中国厌氧微生物菌种保藏管理中心主任。

## 学术贡献
主要从事厌氧微生物资源与利用研究。主持国家自然科学基金重大研究计划集成项目、国家863重点项目等项目多个。在Nature、IJSEM、ISME等期刊发表论文40余篇。入选四川省学术与技术带头人、中国农业科学院“农科英才”、成都市特聘专家等人才项目。